# Medhi Lacen
Medhi Gregory Giuseppe Lacen (Paris, 15 de março de 1984) é um ex-futebolista argelino nascido na França que atuava como volante.

## Carreira
Lacen representou o elenco da Seleção Argelina de Futebol no Campeonato Africano das Nações de 2013.